# Neodexiopsis floridensis
Neodexiopsis floridensis är en tvåvingeart som först beskrevs av Malloch 1920.  Neodexiopsis floridensis ingår i släktet Neodexiopsis och familjen husflugor. Inga underarter finns listade i Catalogue of Life.